# Синемаграф
Синемаграф, или синемаграмма, или кинемаграф — фотография, на которой происходят незначительные повторяющиеся движения. Синемаграфы, которые обычно представлены в GIF-формате, создают зрителю иллюзию просмотра видео.

Синемаграф стейка на гриле

Обычно их получают путём создания серии фотографий или видеозаписи с последующей обработкой в графическом редакторе: композитинга фотографий или видео в беспрерывный цикл последовательных кадров, часто используя GIF-формат так, что анимированный объект между экспозициями (например, болтающиеся человеческие ноги) воспринимается как беспрерывно повторяющееся движение, в отличие от остальной неподвижной части изображения.
Термин синемаграф (англ. cinemagraph) был придуман фотографами Джейми Бек и её коллегой Кевином Баргом, которые использовали эту технику, чтобы оживить их фотографии моды и новостей в начале 2011-го.